# Orange (Kalifornie)
Orange je město v okresu Orange County, ve státu Kalifornie ve Spojených státech amerických. Ve městě žije 136 416 obyvatel.

## Doprava
Město je propojeno silnicí Interstate 5, která je také známa pod názvem Santa Ana Freeway. K dispozici je také železnice. Městská hromadná doprava je tvořena především autobusy. V blízkosti se též nachází letiště John Wayne Airport.
Ve městě se nachází spousta parků, jezer a také malá zoo.

## Počasí
| Orange. Kalifornie – podnebí | Orange. Kalifornie – podnebí | Orange. Kalifornie – podnebí | Orange. Kalifornie – podnebí | Orange. Kalifornie – podnebí | Orange. Kalifornie – podnebí | Orange. Kalifornie – podnebí | Orange. Kalifornie – podnebí | Orange. Kalifornie – podnebí | Orange. Kalifornie – podnebí | Orange. Kalifornie – podnebí | Orange. Kalifornie – podnebí | Orange. Kalifornie – podnebí | Orange. Kalifornie – podnebí |
| Období                       | leden                        | únor                         | březen                       | duben                        | květen                       | červen                       | červenec                     | srpen                        | září                         | říjen                        | listopad                     | prosinec                     | rok                          |
| ---------------------------- | ---------------------------- | ---------------------------- | ---------------------------- | ---------------------------- | ---------------------------- | ---------------------------- | ---------------------------- | ---------------------------- | ---------------------------- | ---------------------------- | ---------------------------- | ---------------------------- | ---------------------------- |
| Nejvyšší teplota [°C]        | 33                           | 34                           | 35                           | 38                           | 38                           | 41                           | 43                           | 40                           | 46                           | 42                           | 37                           | 33                           | 46                           |
| Průměrné denní maximum [°C]  | 18,3                         | 18,5                         | 19,2                         | 21,4                         | 22,7                         | 24,7                         | 27,5                         | 28,3                         | 27,2                         | 24,3                         | 20,8                         | 17,9                         | 22,6                         |
| Průměrná teplota [°C]        | 13,4                         | 13,6                         | 14,2                         | 15,9                         | 17,9                         | 19,8                         | 22,2                         | 22,8                         | 21,7                         | 19,1                         | 15,8                         | 13,1                         | 17,5                         |
| Průměrné denní minimum [°C]  | 8,6                          | 8,7                          | 9,3                          | 10,5                         | 13,1                         | 14,8                         | 16,8                         | 17,2                         | 16,2                         | 13,8                         | 10,8                         | 8,2                          | 12,3                         |
| Nejnižší teplota [°C]        | −3                           | −1                           | 0                            | 0                            | 3                            | 6                            | 8                            | 8                            | 7                            | 3                            | 1                            | −2                           | −3                           |
| Průměrné srážky [mm]         | 68,6                         | 91,4                         | 61                           | 22,9                         | 5,1                          | 2,5                          | 0                            | 2,5                          | 7,6                          | 17,8                         | 27,9                         | 58,4                         | 365,7                        |
| Zdroj: Watherbase            |                              |                              |                              |                              |                              |                              |                              |                              |                              |                              |                              |                              |                              |

## Partnerská města
- Orange, Austrálie
- Orange, Francie
- Santiago de Querétaro, Mexiko
- Timaru, Nový Zéland